# 426
| 426                |
| ------------------ |
| Dødsfald - Fødsler |
|                    |

| Gregoriansk kalender | 426 CDXXVI              |
| Ab urbe condita      | 1179                    |
| Armensk kalender     | I/T                     |
| Kinesiske kalender   | 3122 – 3123 乙丑 – 丙寅 |
| Etiopisk kalender    | 418 – 419               |
| Jødisk kalender      | 4186 – 4187             |
| Hindukalendere       |                         |
| - Vikram Samvat      | 481 – 482               |
| - Shaka Samvat       | 348 – 349               |
| - Kali Yuga          | 3527 – 3528             |
| Iransk kalender      | 196 BP – 195 BP         |
| Islamisk kalender    | 202 BH – 201 BH         |

## Begivenheder

### Amerika
- K'inich Yax K'uk' Mo' grundlagde den præcolumbianske Maya stat i Copán (i nutidens Honduras).

### Europa
- Ved årets begyndelse kunne de to romerske kejserriger konstatere, at den dynastiske orden var genoprettet. I det østromerske rige regerede fortsat kejser Theodosius 2. og i vest nu hans nevø Valentinian 3. - kun seks år gammel - med moderen Galla Placidia som den egentlige magthaver. Det vestromerske rige var imidlertid stadig truet af intern uro i form af fremmede bosættelser inden for de historiske grænser: Visigoterne omkring Toulouse, burgunderne mellem Strasbourg og Worms, frankerne i Gallia Belgica, sveberne i Galicien og vandalerne i Sydspanien. Desuden havde hunnerne udvidet deres område til Pannonien, vest for den traditionelle grænse langs Donau.
- Galla Placidia forsøgte at konsolidere sin magt ved at spille de tre generaler, Felix, Aëtius og Bonifacius ud mod hinanden. Sidstnævnte var i begyndelsen hendes nærmerste støtte, blandt andet fordi han havde nægtet at anerkende Johannes som kejser, men netop i 426 faldt Bonifacius delvist i unåde, fordi han havde giftet sig med Pelagia, en dame af "barbarisk" herkomst, som havde ladet deres datter døbe af en ariansk præst.[1]
- Årets romerske consuler var i vest kejser Valentinian 3., og i øst kejser Theodosius 2.

### Kultur
- Kirkefaderen Augustin af Hippo færdiggjorde sit værk De civitate Dei (Om Guds by).[2]
- Sisinnius blev valgt til ærkebiskop af Konstantinopel.

## Født
- Liu Shao, kejser i Liu Song dynastiet nogle måneder i 453, og død samme år.[3]

## Dødsfald
- Patroclus, biskop af Arles, myrdet efter ordre af generalen Felix, på grund af sin magt over kirkelige udnævnelser i Gallien, som kom på tværs af pavens og kejserrigets ønsker.[4]